# 奥さまは愛国
『奥さまは愛国』（おくさまはあいこく）とは2014年2月26日に河出書房新社から出版された北原みのり、朴順梨の共著。出版当時（2010年代）の日本で増加してきていた、愛国の思想を持った女性を取り上げている。

## 制作背景
2013年春頃、北原みのりに会った朴順梨は、新大久保事情の話題になった際に、「（排外）デモの参加者の中に女性が結構いるんだけど、あの人たちって『韓国人を叩き出せ!』と叫んだ後に家に帰って、子供の食事とか作ってるんですかね?その二面性ってすごくないですか?」と何気なしに投げかけた。少し経ってから北原から「保守思想の女性達についての本を出してみたらどうか」と提案されたが、1人で1冊を書ききるのをつらく感じ、『さよなら、韓流』の執筆当時に排外デモについて触れて問題意識を持っていた北原と一緒だったら書きたいと伝えた。